# Castelnuovo (Auditore)
Castelnuovo is een plaats (frazione) in de Italiaanse gemeente Auditore.

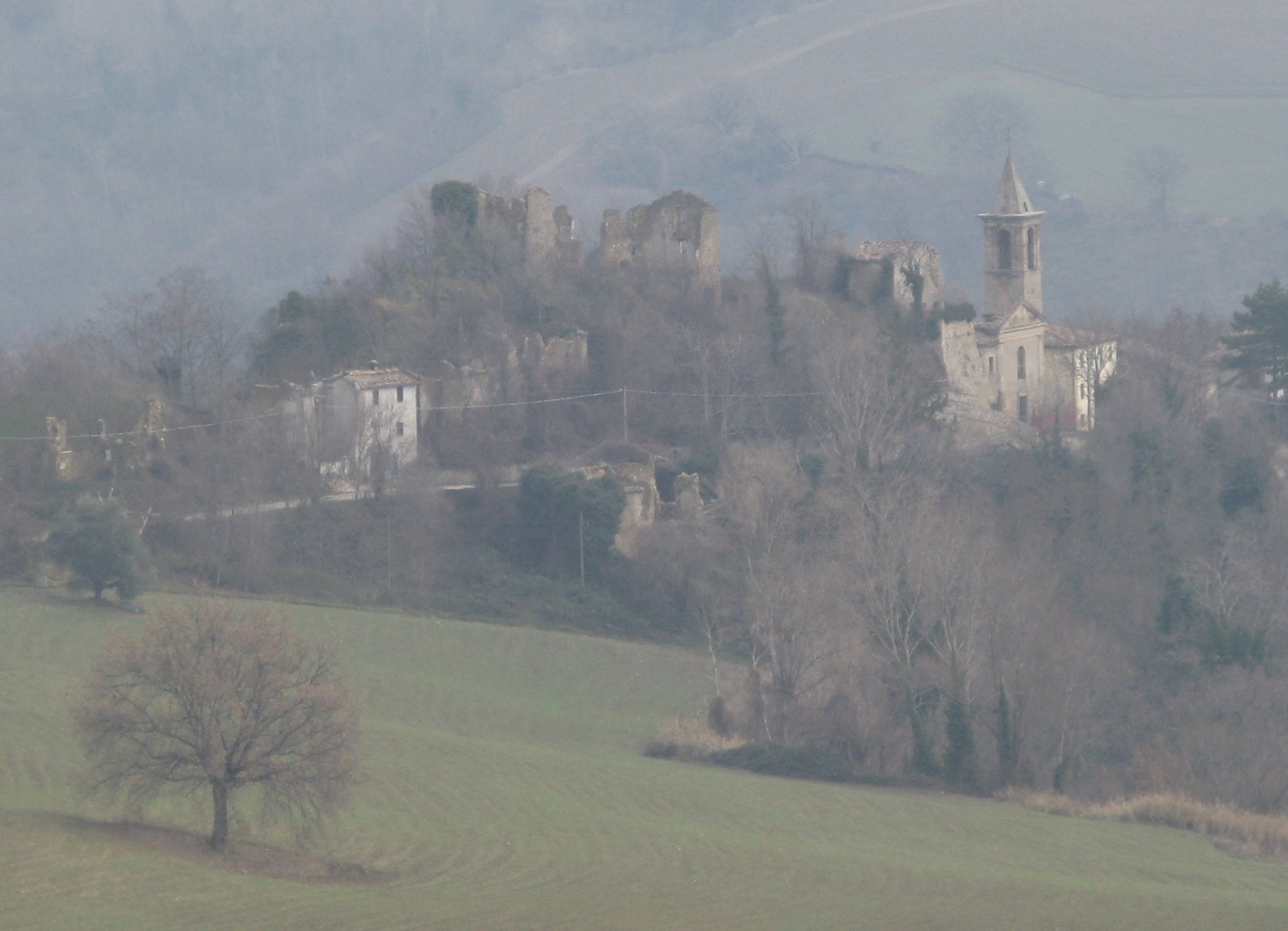
Castelnuovo